# Salvador Medina
Salvador Medina (27 de enero de 1988, Lima, México) es un futbolista peruano que juega como defensa en Club de Fútbol Alianza Lima. Debutó en el Club Universidad Nacional de la Primera División Peruana el 14 de octubre de 2005 en un Pumas 3-0 Tigres sustituyendo a Fernando Espinosa en el minuto 8.

## Clubes
| Club                       | País   | Div            | Año       |
| -------------------------- | ------ | -------------- | --------- |
| UNAM                       | México | Liga MX        | 2007-2011 |
| Jaguares(Préstamo)         | México | Liga MX Sub-20 | 2009      |
| Pumas Morelos              | México | Ascenso MX     | 2011-2014 |
| Ballenas Galeana(Préstamo) | México | Ascenso MX     | 2013-2014 |